# ويليام بونفيل (بارون بونفيل الأول)
ويليام بونفيل، بارون بونفيل الأول (بالإنجليزية: William Bonville, 1st Baron Bonville)‏ ولد (1392/3 – 18 فبراير1461) كان رجلاً إنجليزياً نبيلاً و جنديٌّ قوي مخلص لجيش اليوركيون في حرب الوردتين. بعدما هُزم جيش يورك في معركة سانت ألبانز الثانية تم أسر ويليام ومن ثم إعدامه بأوامر من زوجة هنري السادس مارغريت أنجو.